# 200 років Миколаївській астрономічній обсерваторії (монета)
«200 ро́ків Микола́ївській астрономі́чній обсервато́рії» — пам'ятна монета номіналом 5 гривень, випущена Національним банком України, присвячена науково-дослідному інституту «Миколаївська астрономічна обсерваторія» — одній із найстаріших обсерваторій Східної Європи, заснованій у 1821 році як морська обсерваторія з метою забезпечення Чорноморського флоту часом, картами та навчання морських офіцерів астрономічним методам орієнтування. Історія розвитку Миколаївської обсерваторії пов'язана з вирішенням важливого завдання в астрономії — створенням небесної Фундаментальної системи координат, що полягає в створенні серії Фундаментальних каталогів, які стали результатом колективних зусиль обсерваторій світу, зроблених на основі мільйонів окремих спостережень і визначень координат зірок протягом майже 200 років. Основними напрямами діяльності сучасної установи є дослідження об'єктів навколоземного простору, динаміки тіл Сонячної системи, створення астрометричних каталогів зір, інформаційна підтримка астрономічних досліджень та астрономічне приладобудування.
Монету введено в обіг 10 лютого 2021 року. Вона належить до серії «Інші монети».

## Опис монети та характеристики
| Номінал грн. | Метал      | Маса, г | Діаметр, мм | Якість виготовлення       | Гурт     | Тираж, штук |
| ------------ | ---------- | ------- | ----------- | ------------------------- | -------- | ----------- |
| 5            | нейзильбер | 16,54   | 35,0        | спеціальний анциркулейтед | рифлений | 35 000      |

### Аверс

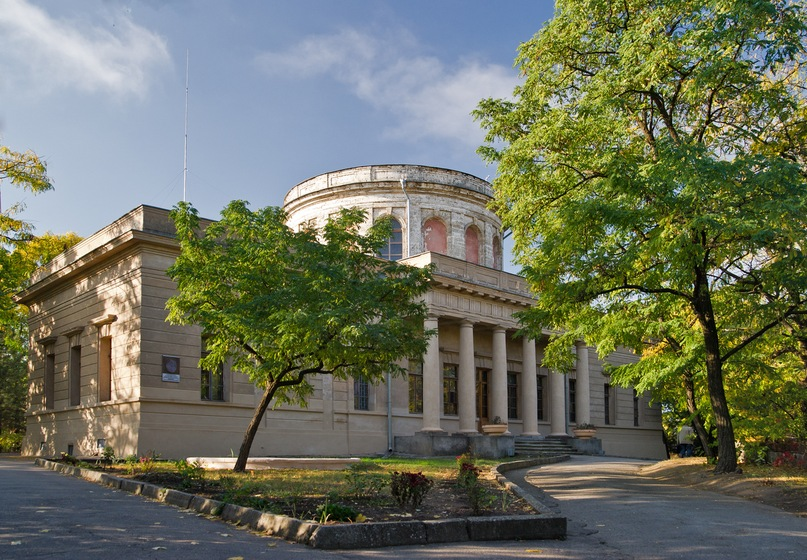
Будівля Мколаївської обсерваторії

На аверсі монети на тлі стилізовано зображеного фрагмента земної кулі розміщено: малий Державний Герб України (угорі), написи: «2021» (над гербом), «УКРАЇНА» (під гербом); у центрі — історична будівля Миколаївської астрономічної обсерваторії, яка має особливу конструкцію, оригінальну круглу залу, кладку тощо; номінал — «П'ЯТЬ ГРИВЕНЬ» (унизу півколом); логотип Банкнотно-монетного двору Національного банку України (праворуч).

### Реверс
На реверсі монети розміщено астрономічні інструменти: на дзеркальному тлі — меридіанне коло, по обидва боки від якого написи: «1821» (ліворуч), «2021» (праворуч); над ним на матовому тлі: зображення символічного центру Миколаївської астрономічної обсерваторії з її координатами, визначеними першим директором обсерваторії Карлом фон Кнорре (ліворуч) та силует оптичного приладу — секстанта (праворуч); написи: «200 РОКІВ МИКОЛАЇВСЬКІЙ АСТРОНОМІЧНІЙ ОБСЕРВАТОРІЇ» (по колу).

## Автори

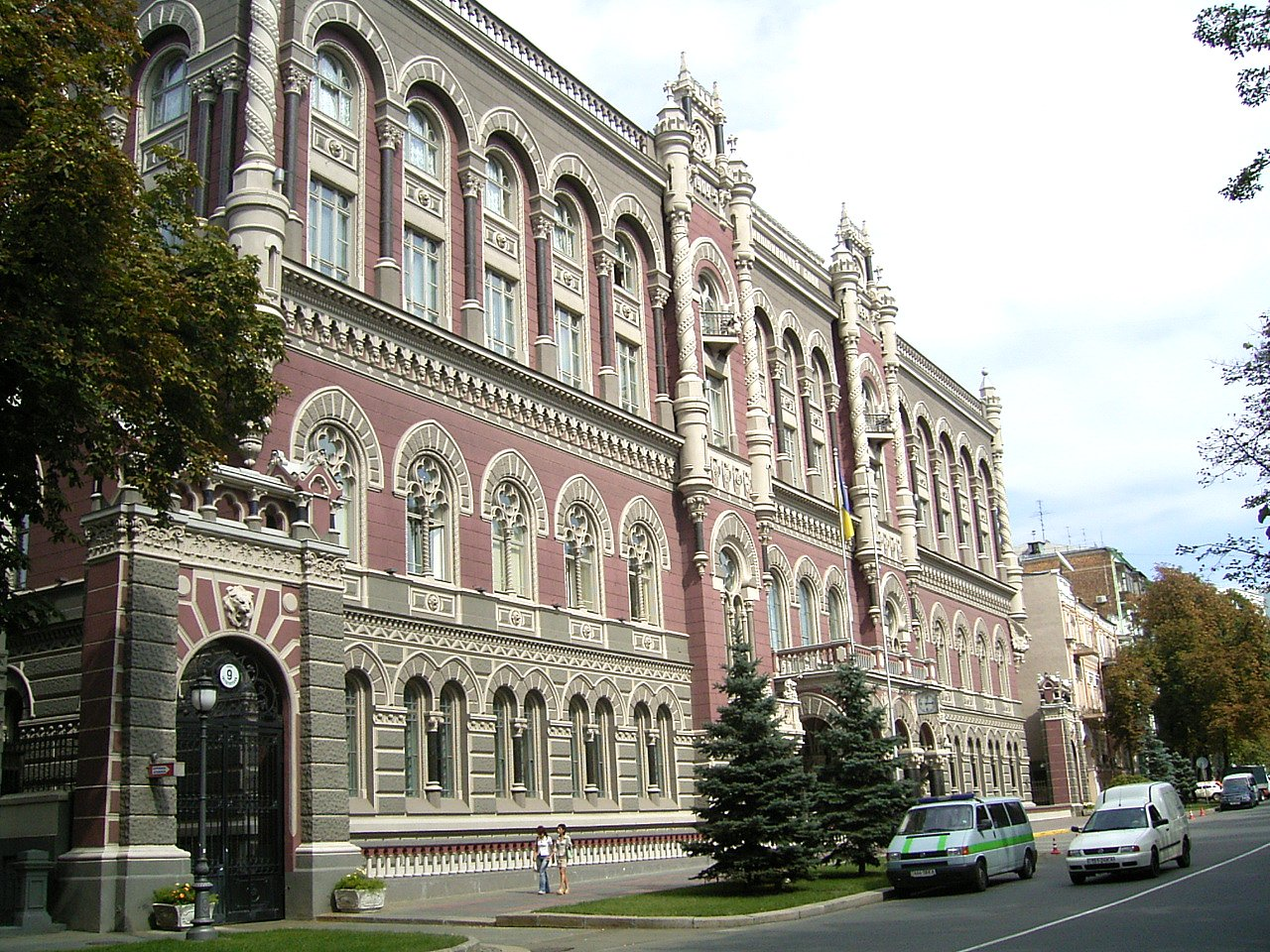
Будівля Національного банку України

- Художник — Фандікова Наталія.
- Скульптори: Іваненко Святослав, Дем'яненко Володимир.

## Вартість монети
Під час введення монети в обіг 2021 року, Національний банк України реалізовував монету за ціною 55 гривень.
Фактична приблизна вартість монети, з роками змінювалася так:
| Рік        | 2021 | 2022 | 2023 | 2024 | 2025 |
| ---------- | ---- | ---- | ---- | ---- | ---- |
| Ціна, грн. | 65   | 65   | 80   | 110  | 130  |